# Südzucker
A mannheimi székhelyű Südzucker AG Európa legnagyobb cukorgyártó vállalata, egyben Németország egyik legnagyobb élelmiszeripari cége. Részvényeit a németországi tőzsdéken jegyzik, és egyike a MDAX tőzsdeindex számításához használt ötven részvényfajtának. Többségi tulajdonosa 55%-kal a Süddeutsche-Zuckerrübenverwertungs-Genossenschaft e. G. (Ochsenfurt), amely 30 000 répatermelőt fog össze, a második legnagyobb részvényes a Zucker Invest GmbH (Bécs), a többi részvény kisbefektetők kezében van.
A 2011/12-es üzleti évben 412 000 hektáron termeltetett cukorrépát, 31,3 millió tonna répa feldolgozásával és finomítással 29 gyárában és 4 finomítójában 5,4 millió tonna cukrot gyártott. A cukor üzletág árbevétele 3,728 millió EUR volt.

## Története
Südzucker AG elődje a Süddeutsche-Zucker-AG, amely 1926. március 15-én jött létre öt cukorgyár egyesülésével (Zuckerfabrik Frankenthal AG, Frankenthal; Zuckerfabrik Heilbronn AG, Heilbronn; Badische Gesellschaft für Zuckerfabrikation, Mannheim; Zuckerfabrik Offstein AG, Offstein; Zuckerfabrik Stuttgart AG, Stuttgart-Bad Cannstatt), 30 millió német márka alaptőkével. A Süddeutsche-Zucker-AG jogelődje hivatalosan a Zuckerfabrik Frankenthal AG. A gyárak korszerűsítésével a termelés az 1928/29-es 1,3 millió tonnáról 1929/30-ban 2,3 millió tonnára emelkedett.
A második világháború során a gyártóberendezések majdnem teljesen megsemmisültek, a frankenthali gyárat és a mannheimi székhelyet lebombázták, ezen felül a cég elvesztette a szovjet megszállási zónába került üzemeit, amelyeket államosítottak. Az 1950-es években a megmaradt gyárakat újra felépítették, 1956/57-ben új cukorgyár épült Rainban, 1960-ban Zell am Mainban, 1961/62-ben Plattlingban, 1971-ben pedig Offenauban. 1998-ban a vállalat egyesült az 1952-ben a répatermelők által alapított ochsenfurti Zuckerfabrik Franken GmbH-val, ekkor vette fel a Südzucker AG nevet.
A vállalat felvásárlásokkal terjeszkedett Európa-szerte:
- 1989 Raffinerie Tirlemontoise S. A., Brüsszel
- 1989 Agrana-Beteiligungs-AG, Bécs
- 1990 keletnémet cukorgyárak (a tizenhárom megszerzett gyárból nyolcat bezártak)[2]
- 1995 Schöller Holding (ezt 2001-ben a svájci Nestlé S. A.-nak adták tovább)
- 1996 Freiberger Lebensmittel GmbH & Co. KG, Berlin
- 2001 Saint Louis Sucre S. A. Párizs

Ezeken kívül a Südzucker AG 1996-tól kezdve számos kelet-európai cukorgyárban – köztük Magyarországon a kaposvári és petőházi cukorgyárakban – szerzett részesedést, amivel Európa legnagyobb cukoripari vállalatává vált. Résztulajdont szerzett az izocukor gyártásával foglalkozó szabadegyházi Hungrana Kft-ben is. Kísérletet tettek a kabai cukorgyár 50%-os részesedésének megszerzésére is, ezt azonban a Gazdasági Versenyhivatal 2002-ben nem engedélyezte. A 2011/12-es üzleti évben a vállalat 29 cukorgyára és 4 cukorfinomítója 5,4 milliót tonna cukrot állított elő. 2011-ben megvásárolta az ED & F Man brit cukorkereskedő cég részvényeinek 25%-át, mínusz egy részvényt. Ezt az Európai Unió azzal a feltétellel hagyta jóvá, hogy el kell adniuk a Brindisiben levő cukorgyárat. 2012-ben bejelentették, hogy a moldovai kormány adópolitikájának következtében a cég fontolóra veszi visszavonulását az ottani cukoriparból.

## Cukorgyárai
A 2013/14-es üzleti év végén a Südzucker csoport az alábbi telephelyekkel rendelkezett:
| Ország                  | Cukorgyár (Répafeldolgozás tonna/nap) | Cukorfinomító (Cukorfinomítás tonna/nap) |
| ----------------------- | --- | ---------------------------------------- |
| AUT Ausztria            | Leopoldsdorf (12000) Tulln (12000) |                                          |
| BEL Belgium             | Tienen (12000) Longchamps/Wanze (16000) |                                          |
| BIH Bosznia-Hercegovina | | Brčko                                    |
| CZE Csehország          | Hrušovany nad Jevišovkou (5000) Opava (3700) |                                          |
| FRA Franciaország       | Cagny (9780) Eppeville (14500) Étrépagny (14000) Roye (14350) | Marseille (900)                          |
| POL Lengyelország       | Ciężkowice (5400) Pszenno (4600) Ropczyce (6000) Strzelin (6000) Strzyżów (3600)                                                                                      |                                          |
| HUN Magyarország        | Kaposvár (7200) |                                          |
| MDA Moldova             | Drochia (3300) Fălești (3600) |                                          |
| GER Németország         | Brottewitz Mühlberg/Elbe része (6000) Obrigheim (16000) Ochsenfurt (15000) Offenau (12500) Plattling (15000) Rain (12000) Wabern (6500) Warburg (4700) Zeitz (12 500) |                                          |
| ROU Románia             | Románvásár (5000) | Bodzavásár (1000) Románvásár (1000)      |
| SVK Szlovákia           | Szered (4600) |                                          |